# Martim Fernandes
Martim Moreira Moutinho Fernandes (Valongo, 18 januari 2006) is een Portugees voetballer die bij voorkeur als rechtsback speelt. Hij speelt bij FC Porto.

## Clubcarrière
Fernandes kwam op elfjarige leeftijd in de jeugdacademie van FC Porto terecht. Op 18 januari 2023 tekende hij zijn eerste profcontract. In mei 2023 debuteerde hij voor het tweede elftal. Op 29 april 2024 debuteerde Fernandes in de Primeira Liga tegen Sporting Clube de Portugal.